# تيلوي ليه موفلاينس
تيلوي ليه موفلاينس (بالفرنسية: Tilloy-lès-Mofflaines)‏ هي بلدية تقع في إقليم باد كاليه من منطقة نور با دو كاليه في شمال فرنسا. تبلغ مساحة هذه المدينة 7.69 (كم²)، وترتفع عن سطح البحر 84 م، يبلغ عدد سكانها 1502 نسمة حسب إحصاء المعهد الوطني للإحصاء والدراسات الاقتصادية سنة 2009 م. وترأس Jacques Lefebvre البلدية خلال فترة (2001-2008).